# Boris Derichebourg

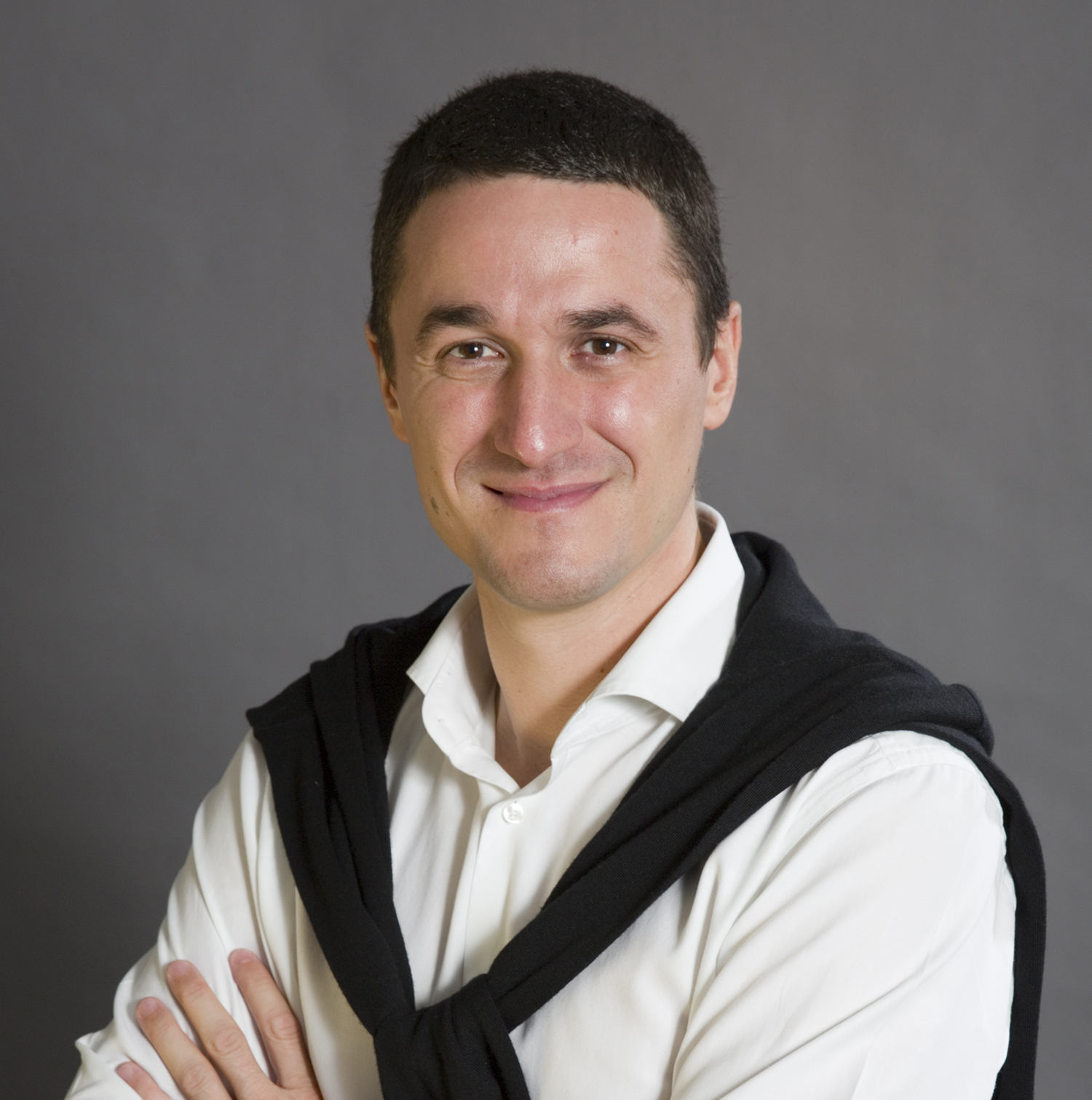
Boris Derichebourg

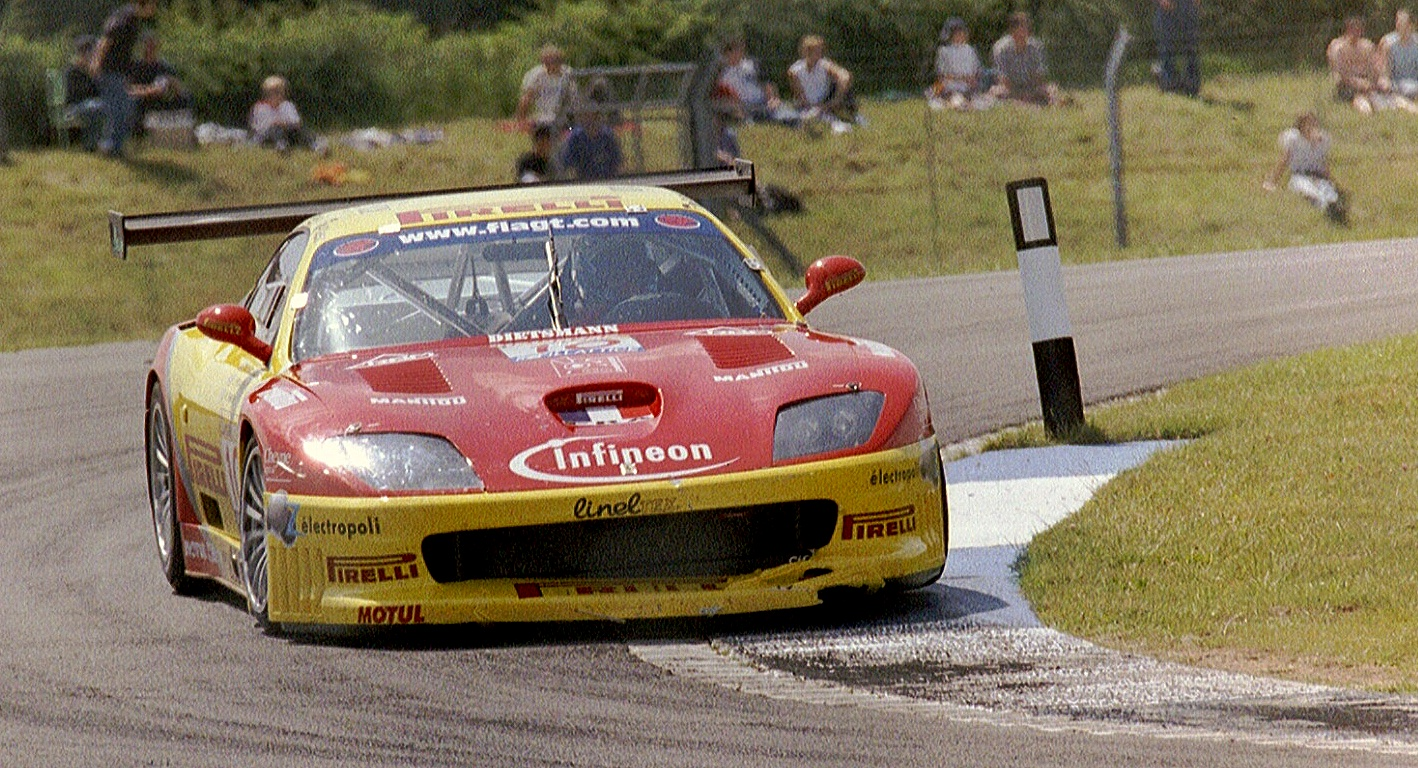
Der von Boris Derichebourg gefahrene Ferrari 550 GTS Maranello beim 500-km-Rennen von Donington 2003

Boris Derichebourg (* 16. März 1978 in Enghien-les-Bains) ist ein französischer Unternehmer und ehemaliger Autorennfahrer.

## Unternehmer
Boris Derichebourg ist Mitglied der Familie Derichebourg, die Mehrheitseigentümer der seit 1963 börsennotierten Derichebourg S.A. ist. Das Unternehmen gehört zu den weltweit führenden Recycling-Unternehmen für Stahlschrott und NE-Metallen. Mit allen Firmenteilen, die sich auch mit anderen Recycling-Formen befassen, verfügt das Unternehmen über 150 Niederlassungen weltweit und erwirtschaftet mit 4700 Mitarbeitern einen jährlichen Umsatz von 4 Milliarden Euro.
Seit seinem Rücktritt als Rennfahrer ist Boris Derichebourg in führender Funktion im Konzern tätig. Er ist Generaldirektor von Derichebourg Multiservices.

## Karriere im Motorsport
Seine Motorsportkarriere begann Derichebourg im Kartsport und wechselte 1994 in die französische Formel-Renault-Meisterschaft und damit zu dem Monopostos. Es folgten zwei Jahre in der französischen Formel-3-Meisterschaft, wo der 12. Endrang 1996 (Gesamtsieger Soheil Ayari) seine beste Platzierung in der Gesamtwertung war.
1997 und 1998 bestritt er zwei Saisons in der Internationalen Formel-3000-Meisterschaft. 1997 fuhr gemeinsam mit Ayari beim belgischen Team Astromega und beendete die Meisterschaft mit vier Punkten an der 15. Stelle. Die vier Punkte erzielte er beim Rennen in Spa-Francorchamps, wo er hinter Jason Watt und Max Wilson als Dritter ins Ziel kam. 1998 wurde er Teamkollege von Juan Pablo Montoya bei Super Nova Racing. Während Montoya mit vier Saisonsiegen Gesamtsieger wurde, musste sich Derichebourg mit dem 12. Gesamtrang zufriedengeben. Sein bestes Saisonergebnis war der dritte Rang beim Rennen in Barcelona-Catalunya. 1999 war ein Übergangsjahr, mit zwei Rennen in der Indy Lights und noch zwei Einsätzen in der Formel 3000 endete die Monopostophase.
Ab 2000 bestritt er GT- und Sportwagenrennen in Europa und Nordamerika. 2000 und 2001 ging er in der FIA-GT-Meisterschaft an den Start. 2002 wurde er Gesamtsechster in der FIA-Sportwagen-Meisterschaft und erreichte bei seinem dritten Antreten beim 24-Stunden-Rennen von Le Mans mit dem 15. Rang seine erste Zielankunft. Nach einem Jahr in der französischen GT-Meisterschaft 2003 und zwei Rennen in der World Series by Nissan 2004 trat er vom Rennsport zurück.

## Statistik

### Le-Mans-Ergebnisse
| Jahr | Team                 | Fahrzeug             | Teamkollege         | Teamkollege    | Platzierung | Ausfallgrund |
| ---- | -------------------- | -------------------- | ------------------- | -------------- | ----------- | ------------ |
| 2000 | Paul Belmondo Racing | Chrysler Viper GTS-R | Jean-Claude Lagniez | Guy Martinolle | Ausfall     | Motorschaden |
| 2001 | Pescarolo Sport      | Courage C60          | Emmanuel Clérico    | Didier Cottaz  | Ausfall     | Unfall       |
| 2002 | Courage Compétition  | Courage C60          | Thed Björk          | Didier Cottaz  | Rang 15     |              |